# Wojskowe sądy rejonowe (PRL)

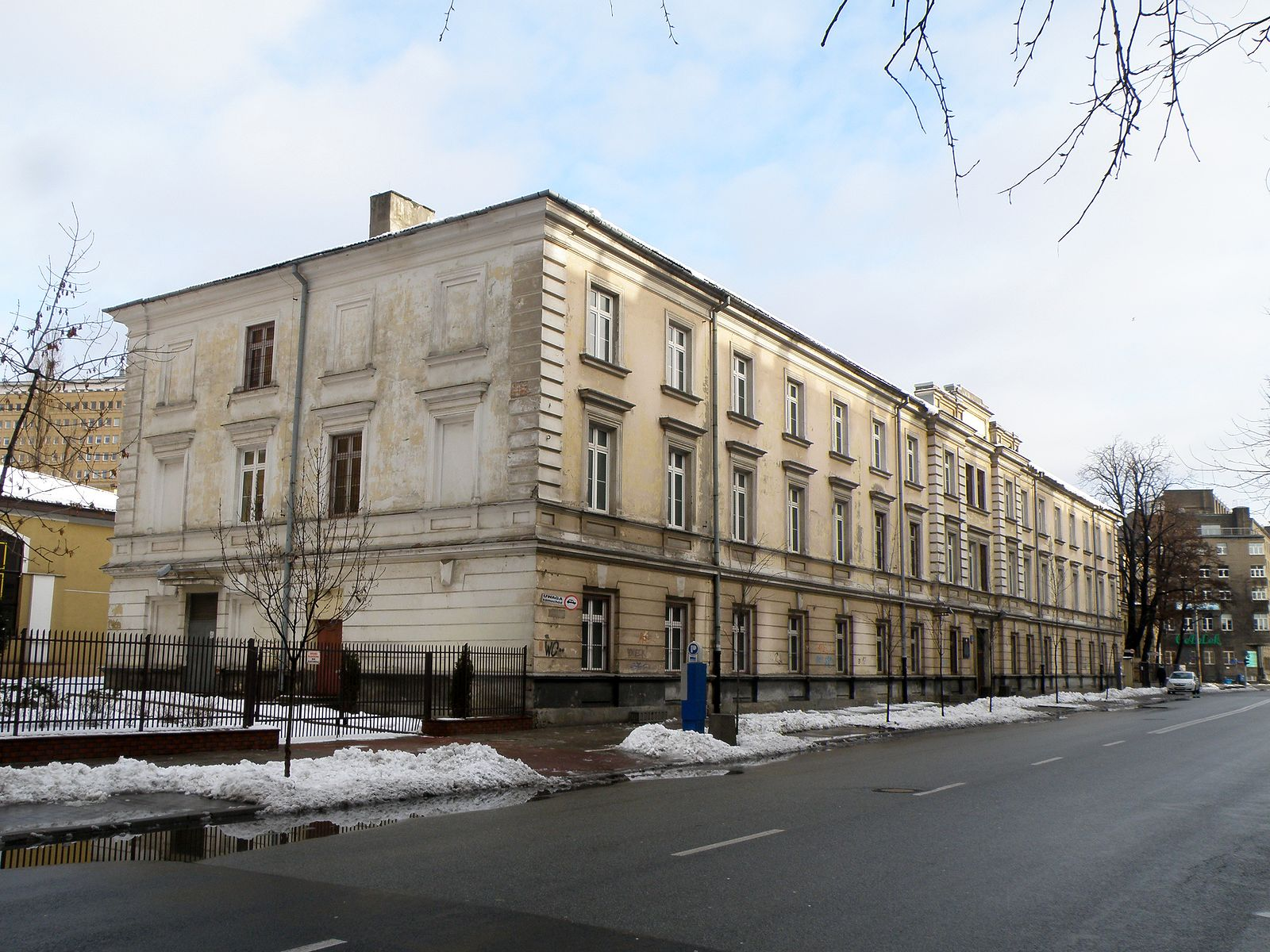
Budynek WSR przy ul. Koszykowej w Warszawie, gdzie zostało skazanych najwięcej osób w Polsce

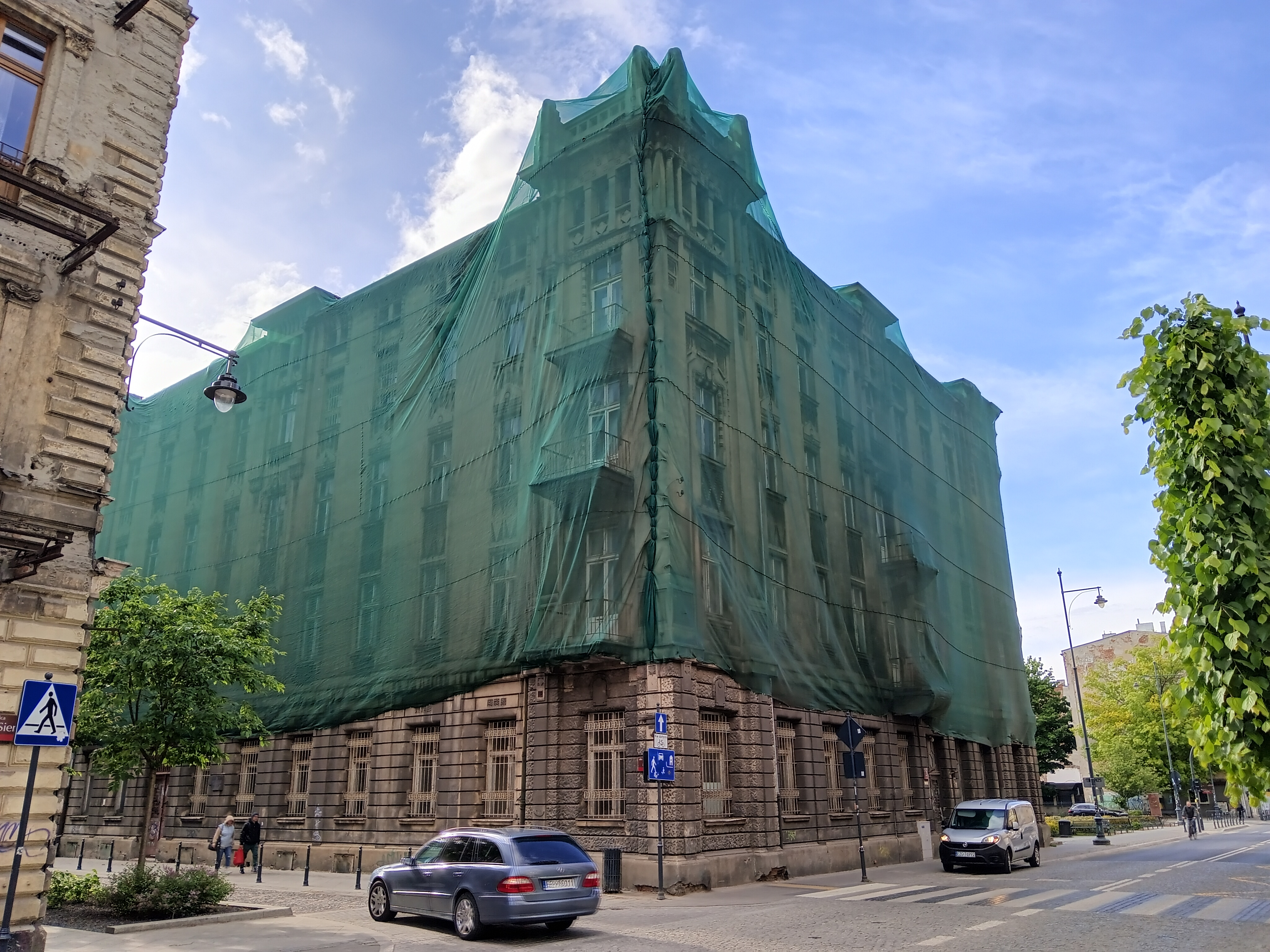
Gmach Wojskowego Sądu Rejonowego w Łodzi, ul. Sienkiewicza 21

Wojskowe sądy rejonowe (WSR) – sądy utworzone na podstawie dekretu PKWN z 23 września 1944 oraz rozkazu organizacyjnego nr 023/org Naczelnego Dowódcy Wojska Polskiego i Ministra Obrony Narodowej marsz. Michała Żymierskiego z 20 stycznia 1946 (podpisali go też zastępca naczelnego dowódcy gen. Marian Spychalski oraz szef Sztabu Generalnego Wojska Polskiego gen. Władysław Korczyc).
Powołano 14 rejonowych prokuratur i sądów wojskowych w: Białymstoku, Bydgoszczy, Gdańsku, Katowicach, Kielcach (początkowo z siedzibą w Radomiu), Krakowie, Koszalinie (z siedzibą w Szczecinie; przekształcony w maju 1946 w WSR w Szczecinie, w Koszalinie utworzono zaś wydział zamiejscowy tego sądu), Lublinie, Łodzi, Olsztynie, Poznaniu, Rzeszowie, Warszawie i Wrocławiu. W 1950, ze względu na zmiany w administracyjnym podziale kraju utworzono trzy dodatkowe WSR: w Opolu, Zielonej Górze i ponownie Koszalinie.
Część historyków prawa uważa, że Wojskowe Sądy Rejonowe powołane zostały de facto w sposób bezprawny, gdyż dekret „Prawo o ustroju sądów wojskowych” z 29 września 1936, na które powołano się, tworząc WSR, przewidywał co prawda istnienie organów sądowniczych o takiej nazwie, lecz miały one zupełnie inny charakter i inne kompetencje.

## Pierwsi szefowie wojskowych sądów rejonowych

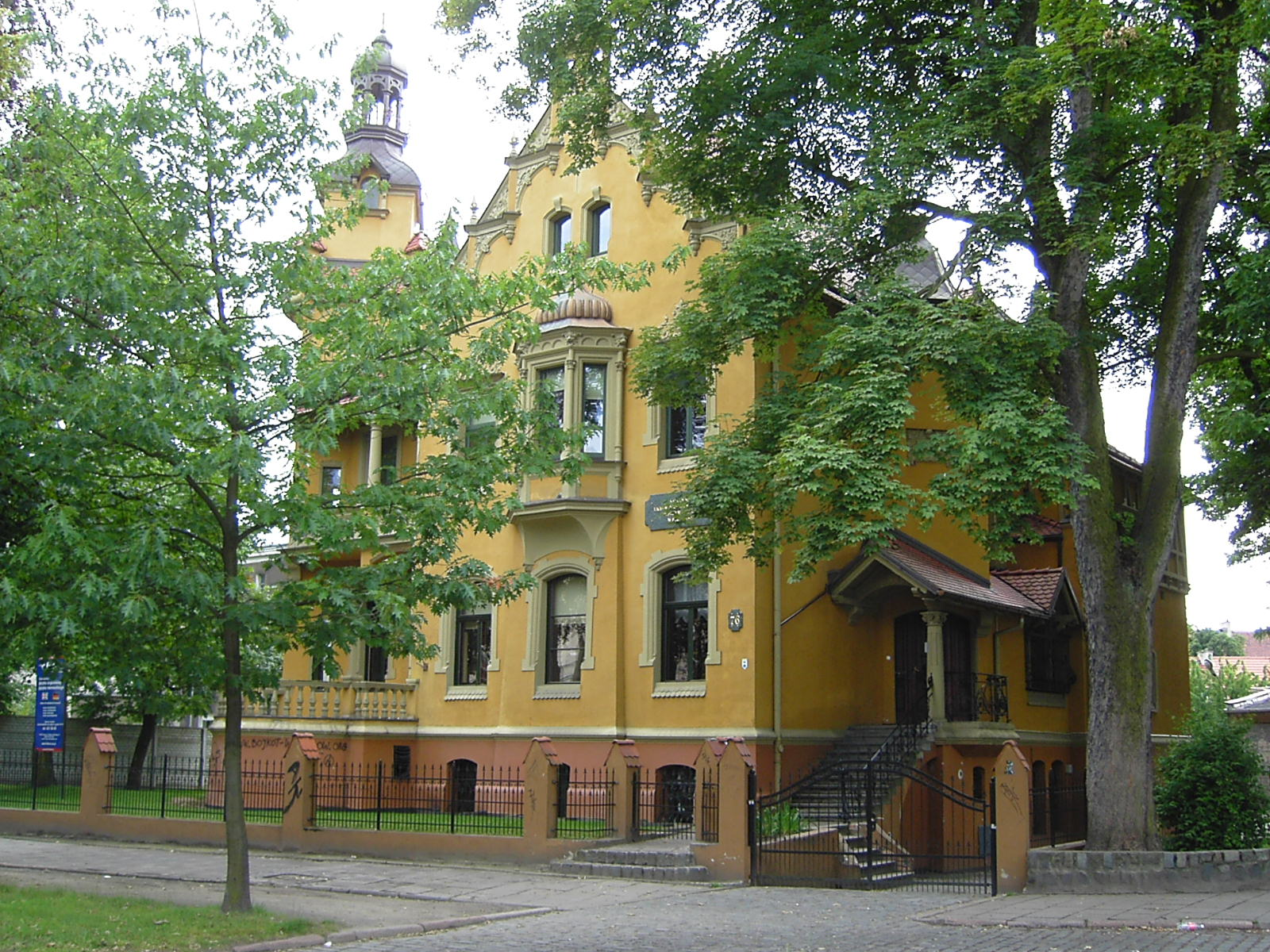
W tym budynku znajdował się WSR w Szczecinie

- WSR w Białymstoku	–	kpt. Włodzimierz Ostapowicz
- WSR w Bydgoszczy	–	kpt. Stanisław Stasica
- WSR w Gdańsku		–	płk Piotr Parzeniecki
- WSR w Katowicach	–	mjr Stanisław Baraniuk
- WSR w Kielcach 	–	mjr Michał Kowalski
- WSR w Krakowie	–	mjr Zbigniew Zawistowski
- WSR w Lublinie 	–	mjr Wacław Trzepiński
- WSR w Łodzi		–	kpt. Mikołaj Nippe
- WSR w Olsztynie	–	mjr Jan Krzechowiec
- WSR w Poznaniu	–	mjr Władysław Garnowski
- WSR w Rzeszowie 	–	mjr Stanisław Mercik
- WSR w Szczecinie –mjr Filip Feld
- WSR w Warszawie 	–	ppłk Beniamin Karpiński
- WSR we Wrocławiu	–	mjr Bronisław Ochnio

Z dniem 5 sierpnia 1954 zostały rozwiązane sądy w Kielcach, Koszalinie i Rzeszowie, natomiast reszta z dniem 31 sierpnia 1955.
WSR w Koszalinie przekształcono w Wydział Zamiejscowy WSR w Szczecinie.

## Skazani

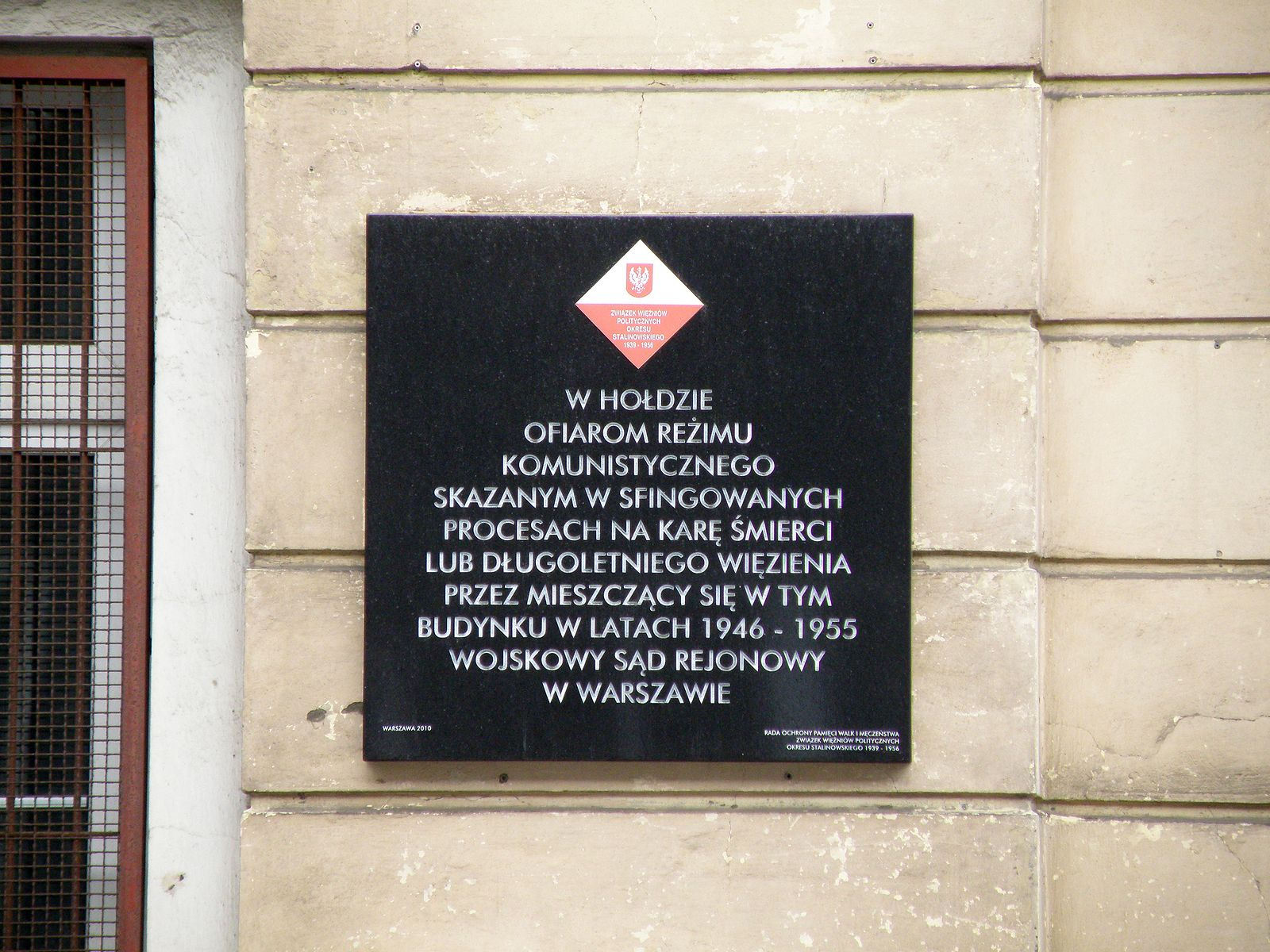
Tablica pamiątkowa na budynku WSR w Warszawie, ul. Koszykowa 82

WSR upoważnione zostały do rozpatrywania spraw karnych nie tylko przeciwko żołnierzom i funkcjonariuszom Korpusu Bezpieczeństwa Wewnętrznego, Wojsk Ochrony Pogranicza (od 1949) i funkcjonariuszom Urzędów Bezpieczeństwa Publicznego czy Milicji Obywatelskiej, ale także osobom cywilnym oskarżonym o tzw. „zbrodnie stanu”. Najczęściej byli to prawdziwi lub wyimaginowani przeciwnicy systemu komunistycznego, żołnierze różnych formacji polskiego podziemia niepodległościowego i partyzanci Ukraińskiej Powstańczej Armii. WSR uważane są za jeden z najbardziej represyjnych organów sądowniczych w stalinowskiej Polsce. Oskarżonym wymierzano niejednokrotnie kary wieloletniego więzienia lub karę śmierci. Z dotychczasowych badań wynika, że WSR wydały ok. 3500 wyroków śmierci (ponad 1300 wykonano). Większość z nich zapadła z powodów politycznych.

### Skazani na karę  śmierci
- WSR w Białymstoku 273 orzeczonych, 146 wykonanych (53,48%)
- WSR  w Bydgoszczy 127 orzeczonych, 38 wykonanych (29,92%)
- WSR  w Gdańsku 59 orzeczonych, 17 wykonanych (28,81%),
- WSR  w Katowicach 264 orzeczone, 154 wykonanych (58,33%)
- WSR  w Kielcach 163 orzeczone, 47 wykonanych (28,83%)
- WSR  w Krakowie 392 orzeczone, 172 wykonanych (43,88%)
- WSR  w Koszalinie 7 orzeczonych, 2 wykonane (28,57%)
- WSR  w Lublinie 313 orzeczonych, 112 wykonanych (35,78%)
- WSR  w Łodzi 201 orzeczonych, 65 wykonanych (32,34%)
- WSR  w Olsztynie 66 orzeczonych, 10 wykonanych (15,5%)
- WSR  w Opolu 9 orzeczonych, 5 wykonanych (55,55%)
- WSR  w Poznaniu 189 orzeczonych, 76 wykonanych (40,21%)
- WSR w Rzeszowie 122 orzeczonych, 20 wykonanych (16,39%)
- WSR w Szczecinie 96 orzeczonych, 43 wykonanych (44,79%)
- WSR w Warszawie 878 orzeczonych, 328 wykonanych (37,36%)
- WSR we Wrocławiu 309 orzeczonych, 136 wykonanych (44,01%)
- WSR w Zielonej Górze 15 orzeczonych, 5 wykonanych (33,33%)

Od kilku lat Instytut Pamięci Narodowej publikuje wykazy osób skazanych przez WSR na karę śmierci z powodów politycznych:
- T. Bereza, P. Chmielowiec, Skazani na karę śmierci przez Wojskowy Sąd Rejonowy w Rzeszowie w latach 1946–1954, Rzeszów 2004.
- T. Kurpierz, Skazani na karę śmierci przez Wojskowy Sąd Rejonowy w Katowicach 1946–1955, Katowice 2004.
- F. Musiał, Skazani na karę śmierci przez Wojskowy Sąd Rejonowy w Krakowie 1946-1955, Kraków 2005.
- K. Szwagrzyk, Skazani na karę śmierci przez Wojskowy Sąd Rejonowy we Wrocławiu 1946–1955, Wrocław 2002.
- J. Żelazko, „Ludowa” sprawiedliwość. Skazani przez Wojskowy Sąd Rejonowy w Łodzi (1946–1955), Łódź 2007
- D. Burczyk, I. Hałagida, A. Paczoska-Hauke, Skazani na karę śmierci przez Wojskowe Sądy Rejonowe w Bydgoszczy, Gdańsku i Koszalinie 1956-1955, Gdańsk 2009.